# Tyler Lissette
Tyler James Doyle-Lissette, född 23 juni 1991 i Hamilton, är en nyzeeländsk fotbollsspelare som spelar för Eastern Suburbs.

## Karriär
I januari 2017 värvades Lissette av IFK Värnamo. Han debuterade i Superettan den 2 april 2017 i en 4–0-vinst över Åtvidabergs FF.
I januari 2020 återvände Lissette till Nya Zeeland för spel i Eastern Suburbs.